# 共产主义受害者纪念雕像 (布拉格)
共产主义受害者纪念雕像（捷克語：Pomník obětem komunismu）是捷克首都布拉格纪念共产制度时期（1948–1989年）受难者的一组雕塑，位于佩特任山脚下，布拉格小城区的Újezd街。
这座纪念雕像揭幕于共产制度垮台后12年的2002年5月22日，是捷克雕塑家Olbram Zoubek、建筑师 Jan Kerel 和 Zdeněk Holzel的作品。由当地议会和政治犯联盟(KPV)出资建造。

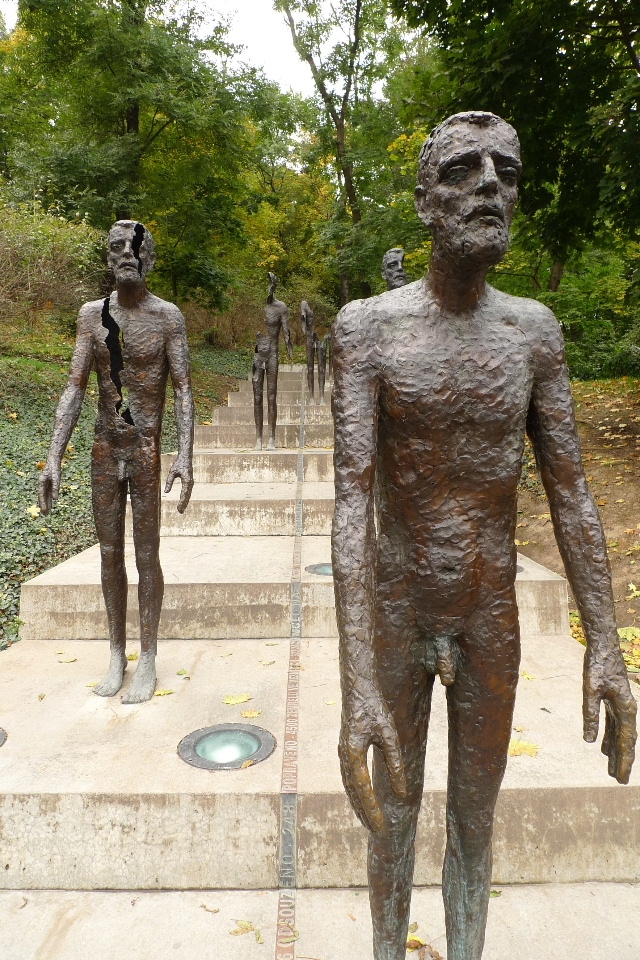

这座纪念碑展示7个沿阶梯下行的铜像。这些雕像形象越来越残破——失去了四肢，躯干也裂开。这象征政治犯受共产制度迫害。
沿着纪念碑的中心有一个青铜长条，显示受共产制度冲击的估计人数：
- 205,486人被捕
- 170,938人被迫流亡
- 4,500人死于监狱
- 327人在逃跑时被枪杀
- 248人被处死

附近的铜牌上写道：
“共产主义受害者纪念雕像献给所有的受害者，不仅献给那些被捕或被处死者，而且也献给那些生活被极权专制所毁者”

## 争议
在这座纪念碑揭幕之前，当地媒体就报道了关于谁应出席仪式的明显争论。总统瓦茨拉夫·哈维尔，共产时期最重要的持不同政见者，直到最后一分钟才被邀请，因此他拒绝出席。
这座纪念碑没有得到普遍的欢迎，一些艺术家说这座纪念碑是平庸之作，也有人批评说没有女性人物。其中一件雕塑在2003年炸弹袭击中被损坏，但是没有团体表示对此袭击负责。